# Тканевая ролета
Тканевая ролета (рулонная штора, рольштора, ролштора) — оконная солнцезащитная система.
Представляет собой прямоугольный кусок специальной ткани, наматывающийся на трубчатый вал, расположенный вверху окна. Тканевыми ролетами можно управлять вручную либо с помощью электропривода.
Ткани для тканевых ролет обладают рядом специальных свойств: например — они пропитаны специальным составом, который препятствует лохмачению краёв ткани при крое в необходимый размер. Ткань, таким образом, не нуждается в оверлочивании края.

## Виды управления ролетами
- Ручные:
  - Пружина, расположенная внутри трубчатого вала. В этом случае для подъёма и опускания ткани необходимо потянуть за нижнюю металлическую планку, в которую заправляется ткань.
  - Цепочка, строго говоря, представляющая собой бесконечный синтетический шнур с расположенными на нём через равные промежутки пластиковыми шариками, которые входят в зацепление с подобием шестерёнки, расположенной на верхнем трубчатом валу. Усилие, приложено к цепочке вверх или вниз, приводит к подъёму или к опусканию тканевой ролеты соответственно.
- Виды электрического управления тканевыми ролетами (во всех случаях электродвигатель располагается внутри трубчатого вала):
  - Настенный пружинный (как для электрозвонка) выключатель. Монтируется в удобном для заказчика месте.
  - Пульт дистанционного управления. В зависимости от модели позволяет обслуживать до четырёх ролет одним пультом.
  - Автоматическое управление. В этом случае команды на подъём и опускание тканевых ролет подаются фото- либо термодатчиками. Этот вид электрического управления особенно актуален для больших площадей остекления — например, в зимних садах, когда одновременно приходится поднимать либо опускать, в зависимости от меняющихся условий соляризации, большое количество тканевых ролет.